# Ritthem

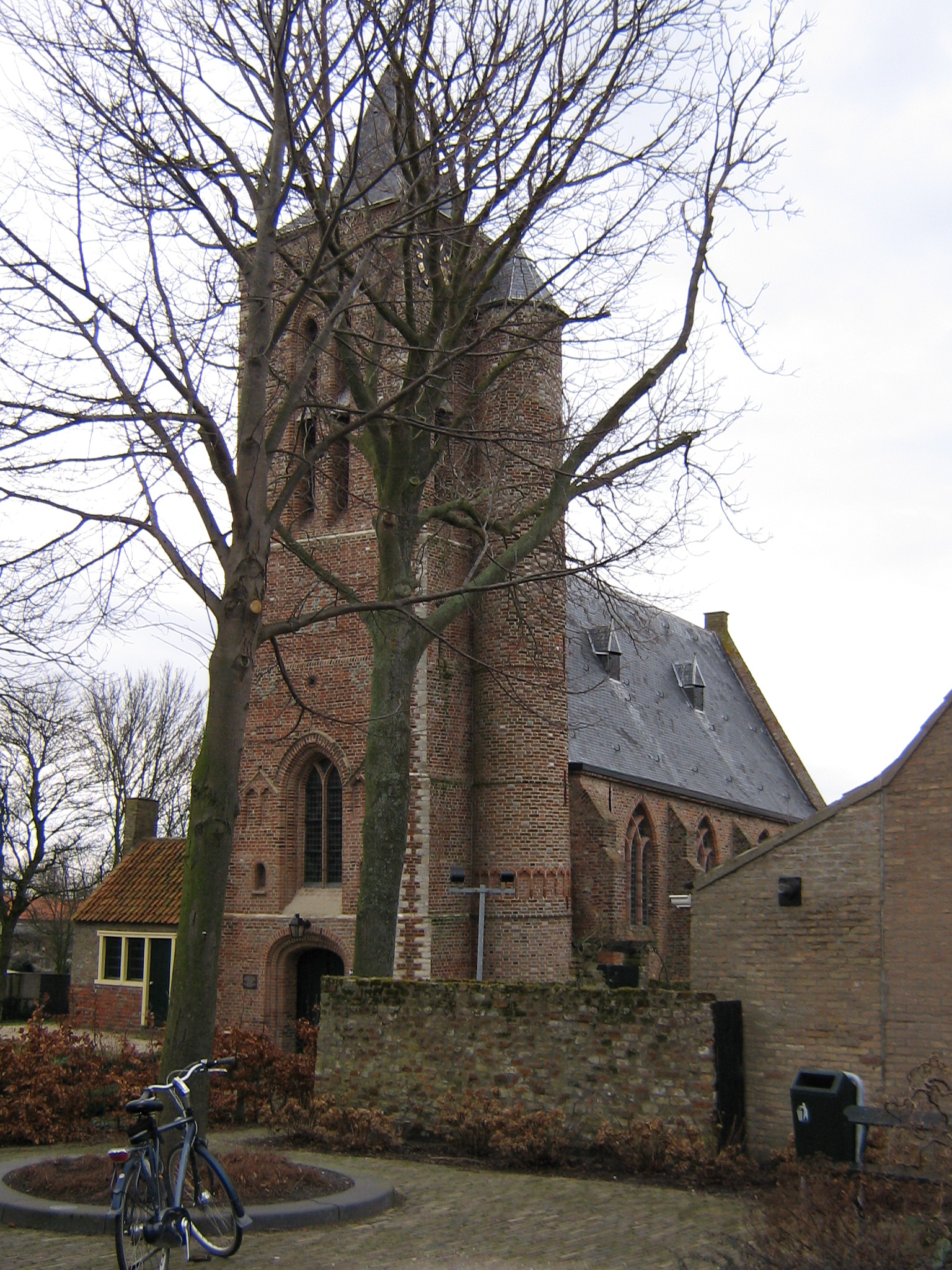
Dorfkirche

Ritthem ist ein niederländisches Dorf nahe der Scheldemündung in der niederländischen Provinz Zeeland auf der Halbinsel Walcheren. Seit 1966 gehört das Dorf zur Gemeinde Vlissingen.

## Geschichte
1235 wird das Dorf erstmals urkundlich erwähnt.

## Sehenswürdigkeiten
- Der Turm der evangelischen Dorfkirche wurde im frühen 14. Jahrhundert errichtet und besitzt einen seitlichen Treppenturm. Das Kirchenschiff stammt aus dem 16. Jahrhundert
- Etwas südöstlich des Dorfes liegt Fort Rammekens an der Schelde.